# عمارت مشیر دیوان

حیاط عمارت

عمارت مشیر دیوان در محله قدیمی سرتپوله سنندج، در خیابان شهدا (فرح سابق) قرار دارد از بناهای مشهور دوره قاجاری است و مجموعه‌ای از فضاهای متعدد است. این ساختمان با شیوه و اسلوب معماری ایران به ویژه محوطهٔ یک ایوانی، در دوره قاجاریه توسط «میرزا یوسف مشیر دیوان» دیوان مشاور و جانشین حاکم منطقه به نام «میرزا رضای وزیر کردستانی» ساخته شد.
این عمارت که سالیانی چند محل استانداری کردستان بود، هفت حیاط دارد که هر یک از آن‌ها دارای آب‌نمایی جداگانه با طرح متفاوت و در عین حال مرتبط با دیگر آب‌نماها است و شامل بخش‌های خصوصی، عمومی، تشریفاتی، خدماتی و بهداشتی است در بخش اصلی ساختمان، ایوان ستون دار، تالار، حیاط و آب‌نما قرار گرفته و در و پنجره‌های آن از تلفیق گرده چینی چوب و شیشه رنگی اتاق‌ها را زینت داده‌است.
سردر ورودی بنا با محوطه نیم هشتی و تزیینات آجری، سقف شیروانی، تالار تشریفات و ایوان ستون دار جلوی آن با طرح کلاه فرنگی، گچ بری و مقرنس (آنچه به شکل نردبان و پله پله ساخته شده؛ بنای بلند مدور و ایوان آراسته و مزین با صورت‌ها و نقوش که بر آن با نردبان پایه روند؛ قسمی زینت که در اتاق و ایوانها به شکل‌های گوناگون گچبری کنند؛ کنگره‌دار)های گچی و اُرُسی‌هایی با طرح‌های اسلیمی، از جمله خصوصیات بارز این بنا است. حجاری روی سنگ ازاره (آن قسمت ا ز دیوار اتاق یا ایوان که از کف طاقچه تا روی زمین بود) و ستون‌هایی با تزیینات گچ بری طنابی و مقرنس کاری از جمله تزیینات بسیار شاخص عمارت است.
محوطه عمارت و طراحی و ساخت تمام بخش‌های آن در یک زمان، با رعایت تمامی اصول معماری ایرانی، ویژگی منحصربه‌فردی به عمارت مشیر دیوان بخشیده‌است و دروازه ورودی عمارت به‌طور خاصی جذاب می‌باشد.
ابتکار در صنعت گره چینی چوب وارسی‌سازی به نحو چشمگیر در فضاهای بازشو و دعوت‌کننده و حدفاصل فضاهای بسته و نیمه باز و باز توسط استادکاران سنندجی انجام یافته و در مجموع تفکیک‌سازی براساس شئونات اسلامی است.